# 劳伦·珀杜
劳伦·珀杜（英語：Lauren Perdue，1991年6月25日—），美国女子游泳运动员，主攻自由泳。她曾代表美国参加2012年夏季奥林匹克运动会游泳比赛，获得女子4×200米自由泳接力金牌。